# Dymasius lumawigi
Dymasius lumawigi är en skalbaggsart. Dymasius lumawigi ingår i släktet Dymasius och familjen långhorningar.

## Underarter
Arten delas in i följande underarter:
- D. l. lumawigi
- D. l. rufipennis